# 鉄刀 (捕具)

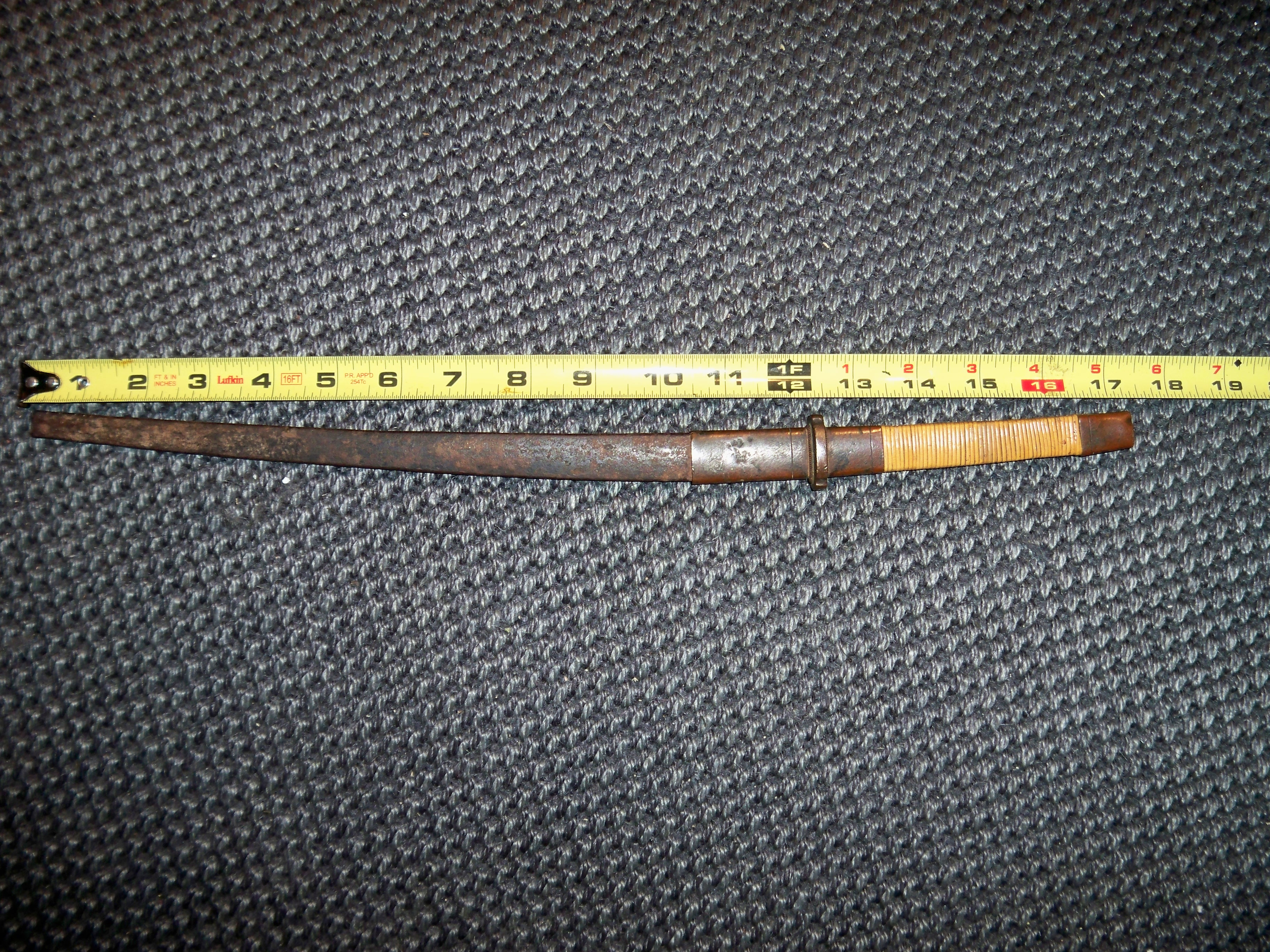

鉄刀（てっとう）は、刃が付いていない刀形状の鍛鉄製の武具・捕具・護身具。敵刃の斬撃を受けることに耐えながらも相手を必要以上に殺傷せずに、剣術の用法を転用して制圧するために考案された器物である。
古民具・美術骨董具では60cm以上の兜割の事を指すことが多い。刀状に加工されているが鉄の棒や板のような代物で「折れないこと」を第一義としているためか太く厚く作られ、脇差し程度の長さであっても定寸の刀と大差ない重量になっている物もある。
※刃引き刀については捕具の刃引き刀を参照。